# Espectroscòpia de microones
L' esprectroscòpia del microones o espectroscòpia de rotació es refereix al mesurament de les energies de les transicions entre els estats de rotació quantificats de molècules en la fase de gas. Els espectres de les molècules polars es pot mesurar en l'absorció o emissió per espectroscòpia de microones o per espectroscòpia d'infraroig llunyà. Els espectres de rotació de les molècules no polars no poden ser observats per aquests mètodes, però pot ser observat i mesurat per espectroscòpia de Raman. espectroscòpia de rotació es refereix de vegades espectroscòpia de rotació que pura per distingir-la de l'espectroscòpia de rotació-vibració on es produeixen canvis en l'energia de rotació juntament amb els canvis en l'energia de vibració, i també de l'espectroscòpia de ro-vibrònica (o simplement espectroscòpia vibrònica) on rotacional, vibracional i electrònics canvis d'energia ocorren simultàniament.